# Simpsons Christmas Stories
«Simpsons Christmas Stories» (с англ. — «Рождественские истории Симпсонов») — девятая серия семнадцатого сезона мультсериала «Симпсоны». Впервые вышла 18 декабря 2005 года в США на телеканале «FOX».

## Сюжет
Когда Преподобный Лавджой не может присутствовать на рождественской проповеди из-за «ужасного крушения» его игрушечного поезда, Нед Фландерс немедленно вступает во владение. Однако он получает порезы и теряет сознание. Гомер решает возглавить проповедь и рассказывает историю первого Рождества…

### Первое Рождество
Мария (Мардж) говорит Иосифу (Гомер), что она беременна, несмотря на то, что является девственницей. Архангел Гавриил (Лиза) явился им и объяснил, что Мария собирается родить Сына Божьего. В Вифлеемской гостинице её владелец (Мо) говорит Марии и Иосифу, что у него много комнат с совершенно новыми ковровыми покрытиями. Однако, когда у Марии отходят воды, он заставляет их остаться в сарае.
Тем временем три волхва (Джулиус Хибберт, Сеймур Скиннер и профессор Фринк) говорят царю Ироду (мистер Бёрнс), что собираются дать золото, благовония и мир царю евреев. Когда Ирод думает, что дары для него, волхвы объясняют ему, что они для младенца. Ирод злится и заявляет, что убьёт ребёнка. Мария успешно рожает ребёнка, и три волхва вместе с двумя пастухами (Ленни и Карлом) приходят повидаться с Иисусом (Барт). Иосиф расстроен, потому что он не отец Иисуса, и когда он выпивает немного вина, Иисус превращает его в воду.
Ирод и его войска находят семейство (по словам Мо, который недоволен тем, что плач Иисуса мешает его жильцам). Они убегают и обманывают солдат, надевая нимб Иисуса на утку. На вершине холма Иосиф срубает ель, и когда она скатывается, солдаты попадают в неё. Солдаты вместе с Иродом расположены на дереве как орнаменты, а утка с нимбом стоит на вершине дерева. Мария называет это рождественской ёлкой.
Гомер завершает свою проповедь тем, что заканчивает свою историю словами: «А знаете ли вы, что этот маленький ребёнок Иисус вырос, чтобы быть… Иисусом?»

### Дедушка Симпсон против Санта Клауса
Когда Барт и Лиза находят деда Симпсона, пытающегося засунуть медвежий капкан на верхушку дымохода, тот говорит им, что он пытается отомстить Санта-Клаусу. Барт спрашивает, почему, и, к ужасу детей, дедушка рассказывает им одну из своих многочисленных историй.
Ещё во время Второй мировой войны он и его брат Сайрус сражались с японскими самолётами, когда Сайрус был сбит. Вскоре самолёту Эйба отстрелили крылья, и он с мистером Бёрнсом оказался на необитаемом острове. Через несколько месяцев они увидели в небе самолёт, и мистер Бёрнс его сбил. Однако выяснилось, что это на самом деле были сани Санта-Клауса. Они построили Санте новые сани и собрали разбросанные подарки. Но когда Санта был готов улетать, мистер Бёрнс оглушил его кокосовым орехом и, заявив, что оставит все подарки себе, улетел в санях.
Эйб догнал его на олене, которого Санта не смог найти, чтобы запрячь. Перепрыгнув на сани и победив мистера Бёрнса с помощью трёхколёсного велосипеда, он вернул сани Санте. Улетая, Санта пообещал Эйбу, что вернётся через несколько дней. Но он так и не вернулся, и дедушке пришлось выбираться с острова на гидроцикле, который он сделал из кокосовых орехов.
Барт и Лиза считают, что это просто ещё одна из надуманных сказок дедушки, но когда они слышат стук, то обнаруживают, что Санта у них дома. Он рассказывает, что Сайрус не умер, а только врезался в Таити. Санта отвозит туда Эйба, где они встречаются с Сайрусом и его пятнадцатью жёнами. Санта признаётся Эйбу, что не вернулся за ним на остров, потому что поначалу откладывал, а потом было уже неудобно. В свою очередь, Сайрус извиняется, что не звонил, потому что был занят со своими пятнадцатью жёнами. Эйб понимающе замечает, что такое количество означает много секса, но Сайрус напоминает, что говорил о жёнах, а не о подружках.

### Щелкунчик
После того как дети Спрингфилдской начальной школы играют «Щелкунчика», все начинают заниматься своими делами, напевая мелодию из балета. Это делается после упоминания о том, что эти песни являются общественным достоянием и, следовательно, могут воспроизводиться постоянно бесплатно. После вступительного номера Мо продолжает свою праздничную традицию и трижды пытается совершить самоубийство: сначала, повесившись на леске попкорна, который ломается под его весом, а потом, катаясь на санях в открытом движении. Но все машины сворачивают и пропускают его.
Когда Мо выстрелил себе в голову из револьвера, тот посылает флаг «Merry Christmas» (с англ. — «С Рождеством») через его другое ухо. В четвёртой попытке Мо просит Барни убить его вместо того, чтобы купить ему подарок. Однако Барни уже купил ему шерстяную шапку, и Мо пока отказывается от этой идеи.
В тот вечер Мардж говорит Гомеру, что ему понравится подарок, который он получит от неё. Забыв купить ей что-нибудь и не желая расстраивать её, Гомер говорит ей, что его подарок для неё снаружи. Затем он лихорадочно выбегает на поиски подарка, но все магазины закрыты. Гомер ищет в мусорных баках, желобах, деревьях, и даже преследует Милхауса, но ничего не может найти.
Когда он возвращается домой, Мардж даёт Гомеру свой подарок. Он открывает его и видит, что это ещё один подарок с запиской «Мардж от Гомера». Мардж говорит ему, что она знала, что он забудет сделать ей подарок, поэтому подарила ему то, что он подарит ей. Он отдаёт ей подарок, и она разворачивает его. Гомер видит, что это фотография, где он в костюме Санты, с Мардж на коленях. Они обнимаются и целуются, и Мо пытается в пятый раз покончить с собой, катясь на санях к полностью загруженному тракторному прицепу, но безуспешно.

## Трансляция
Эпизод вышел в эфир 18 декабря 2005 года на канале Fox.
Во время премьеры эпизод просмотрели 9,8 млн человек, что, как отмечает Адам Вулф с сайта Simpsons Channel, оказалось низшим показателем «Симпсонов» за сезон, тем не менее эпизод занял второе место в рейтинге телепередач в этот день, уступив сериалу «Детектив Раш» на канале CBS.

## Оценки
За эту серию сценарист Дон Пэйн номинировался на премию Гильдии сценаристов США в области анимации 2006 года.
В 2018 году журналист Сэм Гринспен, давая в ретроспективе сравнительную оценку всех рождественских эпизодов «Симпсонов» на сайте 11 Points, поставил «Рождественские истории Симпсонов» на девятое место.